# Angelo Ficarra
Angelo Ficarra (Canicattì, 10 luglio 1885 – Canicattì, 1º giugno 1959) è stato un arcivescovo cattolico italiano, autore di importanti studi su san Girolamo e poi vescovo di Patti dal 1937 al 1957. Le ragioni del suo allontanamento dalla diocesi sono state oggetto del saggio di Leonardo Sciascia, Dalle parti degli infedeli.

## Biografia

### Gli studi e le attività negli anni del sacerdozio
Figlio di Angelo e Giuseppa Guadagnino, nato a Canicattì (AG) l’11 luglio 1885, trascorse nella città natale l’infanzia e, dopo le scuole primarie, vi frequentò la Regia Scuola Tecnica ivi eretta sin dal 1864; completò il corso di studi filosofici e teologici nel seminario di Agrigento, dove fu ordinato sacerdote il 12 luglio 1908; inviato subito dopo a Ribera, manifestò ben presto particolare impegno sociale e interessi spirituali e culturali che ne avrebbero caratterizzato la vita anche come arciprete di Canicattì, docente di lettere classiche nelle scuole statali a Caltagirone e Agrigento, professore di lettere e S. Scrittura nel seminario diocesano di Agrigento[1].
Il 27 giugno 1914 conseguì la laurea in lettere classiche all'Università di Palermo con una tesi su «La posizione di San Girolamo nella storia della cultura», ottenendo il massimo dei voti e la lode, relatore il professor Vincenzo Ussani, fra i massimi filologi del tempo, che considerava Ficarra uno dei suoi migliori allievi. Notevole era anche la stima che di lui aveva il filosofo Giovanni Gentile, anch’egli docente a Palermo, che pare abbia detto: «Quando lo studente Ficarra alza la mano, sono in imbarazzo»[2].
Profondo conoscitore di san Girolamo, Ficarra pubblicò nel 1916 il primo volume del saggio La posizione di san Girolamo nella storia della cultura, cui sarebbe seguito il secondo nel 1930. Secondo Agostino Gemelli, fondatore dell'Università Cattolica del Sacro Cuore, si trattava di un'opera in grado di segnare «un apporto definitivo sul pensiero del grande dalmata»[3]. Nel 1920 compose il Florilegium Hieronymianum, apprezzato dal segretario di Stato vaticano Federico Tedeschini, che nel 1921 chiese invano al vescovo di Girgenti, Bartolomeo Lagumina, il trasferimento del sacerdote a Roma per nominarlo vicesegretario della Segreteria delle Lettere Latine[4].
Pur restando in Sicilia (era infatti stato nominato arciprete di Canicattì nel 1919 e dal 1928 docente di lettere nel seminario di Agrigento), e nonostante il servizio militare prestato in periodo di guerra nell’Ospedale militare principale di Padova[5], Angelo Ficarra poté continuare i suoi studi, culminati nel 1928 con la redazione della voce San Girolamo per l'Enciclopedia Treccani, su incarico del suo antico maestro Giovanni Gentile, direttore scientifico dell'Istituto dell'Enciclopedia Italiana[6].
Come docente di lettere classiche e S. Scrittura, oltre che Vicario generale e punto di riferimento culturale per l’intera diocesi, rimase ad Agrigento fino al 1936, quando fu nominato vescovo di Patti[7].

### Il ministero episcopale e gli attriti con la gerarchia
Ordinato vescovo il 22 novembre 1936 da monsignor Giovanni Battista Peruzzo, assistito dai vescovi conconsacranti Giovanni Iacono di Caltanissetta e Giuseppe Cognata di Bova[8], fece il suo ingresso nella diocesi di Patti il 3 gennaio 1937[9].
Dedito alla meditazione e alla preghiera, ma attento alla pastorale e desideroso di trasmettere della Chiesa l'immagine del servizio, Ficarra mantenne sempre una posizione di ferma distanza dal potere politico, il che gli avrebbe procurato censure, ostilità e provvedimenti disciplinari[10]. Nel 1938 fu richiamato dal cardinal Pacelli, il futuro Pio XII, per aver messo fine ad una festa religiosa a Librizzi (ME) dove si era proiettato un documentario sul viaggio di Mussolini in Sicilia[11].
Alieno da ogni mira di potere e refrattario ad ogni collusione con esso il suo ministero pastorale, oltre che a rivitalizzare il gusto dei buoni studi in seminario[12], si sviluppa soprattutto su tre direttive, che rappresentano gli impegni propri di un vescovo: catechesi, vita spirituale e carità[13], cui il vescovo dedicò le sue forze del corpo e dello spirito, nonché la sua cultura, con l’organizzazione meticolosa delle scuole di catechismo[14], con la visita periodica alla diocesi, con la promozione di Congressi[15], incontri di studio e manifestazioni religiose e con le lettere pastorali che educavano, formavano ed esortavano clero e fedeli[16].
Lo scoppio della guerra, pur condizionando e frenando questo processo, offrì tuttavia al vescovo l’opportunità di testimoniare il suo stile pastorale: quando Patti nell’agosto del 1943 subì i bombardamenti degli Alleati, esortato a mettersi in salvo, egli decise di rimanere al suo posto per confortare gli altri, esortandoli alla solidarietà e alla speranza, anche con 4 lettere pastorali che dal 1941 al 1947 offrono a sacerdoti e fedeli luce e orientamenti; la stessa guerra, senza trascurarne la barbarie e la tragicità (firmerà l’appello per la pace di Stoccolma), viene considerata anche occasione di redenzione spirituale e di nuova solidarietà; e i gravi problemi postbellici videro il vescovo Ficarra attento ai bisogni e impegnato nella ricostruzione materiale e spirituale di clero, fedeli e strutture[17].
Dopo la Liberazione, risultò particolarmente inviso agli esponenti locali della Democrazia Cristiana, che addebitavano alla mancata mobilitazione del clero la sconfitta dello scudocrociato nelle elezioni a Patti e in altri comuni della diocesi il 20 ottobre 1946 e in quelle del 1948[18].
Nell'estate del 1950, fece scalpore la firma di mons. Ficarra in appoggio alla petizione pacifista contro la proliferazione nucleare (appello di Stoccolma) promossa dai Partigiani della Pace, guidati dal premio Nobel, e comunista, Frédéric Joliot-Curie. Essa sembrava infatti in aperta violazione della scomunica di Pio XII verso i comunisti e in particolare del divieto ad appoggiarne le associazioni da essi organizzate "anche se camuffate sotto altri nomi". La firma offrì ulteriore motivo alla sua destituzione[19].
Come raccontato da Leonardo Sciascia nel saggio Dalle parti degli infedeli, la Sacra Congregazione Concistoriale, allora presieduta dal cardinale Piazza, chiese invano le dimissioni di mons. Ficarra, ufficialmente a causa di un testo (peraltro allora inedito)[20] nel quale il vescovo sottolineava gli elementi tradizionali ed esteriori della religiosità dei siciliani, attaccati agli aspetti rituali e paganeggianti del culto. Secondo taluni, dal saggio trasparivano le simpatie del presule per le tesi moderniste, suffragate peraltro dalla corrispondenza avuta in gioventù con Ernesto Buonaiuti, esponente di spicco del modernismo italiano e per questo motivo scomunicato.
La Congregazione pose quindi sotto tutela il vescovo e, con lettera del 10 gennaio 1952, rilevando alcune deficienze pastorali, imputabili anche a «indebolimento nella vista e nell’udito» giudicava «inderogabile» che il vescovo rinunciasse alla diocesi[21]; mons. Ficarra, in una lettera dignitosa e accorata al cardinale di Palermo Ernesto Ruffini, confuta in dettaglio le accuse, definisce mito di menzogna le notizie sulla sua salute, sottolinea che la sua vista è ottima e più che sufficiente l’udito, e rifiuta di dimettersi[22]; la Congregazione allora, nel 1953, gli affiancò un ausiliare non richiesto (sedi datus), nella persona di monsignor Giuseppe Pullano. Nel 1955, non essendo nel frattempo giunte le dimissioni di Ficarra, convinto di non avere colpe, monsignor Pullano fu nominato amministratore apostolico sede plena; in tal modo Ficarra, pur restando a capo della diocesi (sede plena), era nei fatti sollevato da ogni incarico, perché l’amministratore Pullano operava da reggente direttamente a nome del Papa[23].
La vicenda si risolse il 2 agosto 1957, quando monsignor Ficarra fu promosso arcivescovo titolare di Leontopoli di Augustamnica, in partibus infidelium: la nomina ad una sede fittizia rappresentava di fatto un esautoramento definitivo per il vescovo, il quale trovava anche la forza di ironizzare sul titolo (Leontopoli: città dei leoni), che riteneva inappropriato al suo carattere e al suo stile[24]. Dopo la morte di Pio XII, eletto Giovanni XXIII, mai rassegnato all’ingiustizia subita, mons. Ficarra presentò istanza di revisione del suo caso, ma la richiesta fu ritenuta non opportuna dalla Congregazione Concistoriale.
Mons. Angelo Ficarra morì il 1º giugno 1959[25]e venne seppellito nella chiesa madre di Canicattì, città in cui era nato 74 anni prima[26].
[1] Archivio Capitolare di Patti, Cronotassi dei Vescovi, Libro Maestro, f. IX; D. De Gregorio, Mons. Angelo Ficarra: dalla nascita all’episcopato, in A. Sidoti (ed.), Mons. Angelo Ficarra Vescovo di Patti (1936-1957), Patti 1999, pp. 17–21; 33-34; 54-55.
[2] Lorenzo Rosoli, "Il vescovo che piaceva a Gentile", Avvenire, 25 giugno 2004, p. 24.
[3] Cfr. D. De Gregorio, Mons. Angelo Ficarra: dalla nascita all’episcopato, cit. p. 35.
[4] Ib., p. 43.
[5] Ib., p. 36.
[6] Cfr. A. Ficarra, Girolamo, s., in Enciclopedia Italiana, ed. 1949, XVII, pp. 284–286.
[7] Cfr. D. De Gregorio, Mons. Angelo Ficarra: dalla nascita all’episcopato, cit., pp. 59–64.
[8] D. M. Cheney, Angelo Ficarra, in Catholic Hierarchy.
[9] Cfr. Bollettino Diocesano Patti (1937), Numero speciale, in Archivio Storico Diocesano.
[10]Cfr. F. Renda, Profilo storico: Chiesa e società in Sicilia dall’Unità al Vaticano II, in Aa. Vv., La Chiesa di Sicilia dal Vaticano II al Vaticano II, Caltanissetta-Roma 1994, I, p. 90. Nel 1925 il fratello Vincenzo, socialista, era stato aggredito a morte dai fascisti per aver rifiutato di tributare loro rispetto durante una manifestazione che inneggiava al regime. Questo episodio aveva probabilmente esacerbato la distanza dal fascismo da parte di Ficarra, ma i suoi intenti primari erano di natura religiosa e pastorale.
[11] Pur accogliendo l’interpretazione di Sciascia (Dalle parti degli infedeli, in C. Ambroise (ed.), Leonardo Sciascia. Opere 1971-1983, Milano 2001, pp. 856–857) che vede nel provvedimento una reazione al regime fascista, è opportuno rilevare che il vescovo si rifaceva ad una norma dei vescovi siciliani sul cinema; oltre a richiamare il decreto dei vescovi dell’isola, mons. Ficarra sottolinea che il divieto è assoluto, indipendentemente dal soggetto della rappresentazione, e precisa che la Curia di Patti aveva proibito in altre ricorrenze persino la proiezione di un film sulla vita di S. Giovanni Bosco (cfr. Lettera al Segretario Federale del P. N. F, del 27 ottobre 1938-XVI, in Archivio Storico Diocesano, Corrispondenza, Patti 1938; cfr. pure F. M. Stabile, L’episcopato siciliano, in Aa. Vv., La Chiesa di Sicilia dal Vaticano II al Vaticano II, Caltanissetta-Roma 1994, I, pp. 182–183).
[12] Il vescovo era ragionevolmente orgoglioso del suo seminario che, tolte le diocesi di Catania e Caltanissetta, riteneva «non inferiore a nessuno degli altri», sottolineando che il rettore Angelo Tricoli era stato scelto direttamente dalla Congregazione (cfr. Lettera a Mons. Pullano del 18 luglio 1954, in Archivio Storico Diocesano, 1954); per l’attenzione al seminario e alla promozione degli studi cfr. B. Rinaudo, Il Seminario Vescovile di Patti e la Biblioteca «Divus Thomas». Profilo storico documentato (1588-2008), Patti 2009, pp. 182–187.
[13] Sulla carità del vescovo Ficarra, che pensava al corpo senza dimenticare lo spirito, e viceversa, cfr. la vivace testimonianza di un allora ragazzo della zona che ricorda le distribuzioni di vestiario e generi alimentari nel periodo postbellico, ma anche l’attenzione agli studi e la disponibilità del vescovo per ripetizioni di greco (R. Magistri, Mons. Ficarra e i ragazzi “d’arreti ‘u casteddu, in A. Sidoti (ed.), Mons. Angelo Ficarra Vescovo di Patti (1936-1957), cit., pp. 177–179.
[14] Un mese dopo il suo ingresso in diocesi ricorda ai parroci l’obbligo di istruire, promuovere e organizzare in forma di vera scuola la dottrina cristiana e, un anno dopo celebra il Congresso Catechistico Diocesano (cfr. P. Sirna, Cronistoria della Pastorale Catechistica dei Vescovi di Patti (dal XVI secolo alla svolta conciliare del Vaticano II, Patti 1995, pp. 128–129); e a questo impegno primario dedica l’ultima lettera pastorale del 1955: La scuola di catechismo (Bollettino della Diocesi di Patti, 1 (1955), pp. 1–10; cfr. F. Pisciotta, Le lettere pastorali di mons. Angelo Ficarra Vescovo di Patti (1936-1957), Patti 2009, pp. 303–318.
[15] Oltre quello catechistico del 1938, si ricordano i due congressi mariani del 1940 e del 1954, per i quali il vescovo raccomandava celebrazioni fervorose ma sobrie e aliene dal chiasso, nel rispetto della religione e dell’ora storica segnata dalla guerra e dai gravi problemi del periodo postbellico (cfr. A. Sidoti, Mons. Angelo Ficarra tra cronaca e storia, in A. Sidoti (ed.), Mons. Angelo Ficarra Vescovo di Patti (1936-1957), Patti 1999, pp. 78–79).
[16] Pubblicate di solito per la Quaresima sul Bollettino Diocesano, sono state raccolte e pubblicate insieme nel 2009, per il 50º anniversario della morte (F. Pisciotta, Le lettere pastorali di mons. Angelo Ficarra Vescovo di Patti (1936-1957), Patti 2009).
[17] Il tema della rinascita umana e cristiana, imperniata sulla persona del Cristo, accompagnato dall’attenzione concreta ai bisogni materiali delle persone, è sviluppato brevemente e intensamente nelle due lettere pastorali del 1945 e 1946 Non est in alio salus e Per il nostro ideale e per la nostra rinascita spirituale: in F. Pisciotta, Le lettere pastorali di mons. Angelo Ficarra Vescovo di Patti (1936-1957), cit., pp. 211–219 e 221- 232.
[18] Cfr. A. Sidoti, Mons. Angelo Ficarra tra cronaca e storia, in A. Sidoti (ed.), Mons. Angelo Ficarra Vescovo di Patti (1936-1957), cit., pp. 95–96.
[19] Cfr. F. Renda, Profilo storico: Chiesa e società in Sicilia dall’Unità al Vaticano II, cit., pp. 108–109.
[20] Si tratta del postumo Le devozioni materiali. Psicologia e vita religiosa in Italia (a cura e con introduzione di R. Cipriani), Palermo 1990.
[21] La lettera in L. Sciascia, Dalle parti degli infedeli, cit., p. 868.
[22] La lettera manoscritta, fotocopia e trascrizione, in F. Pisciotta, Le lettere pastorali di mons. Angelo Ficarra Vescovo di Patti (1936-1957), cit., pp. 320–325.
[23] Figura giuridica prevista dal c. 312 del vecchio codice di diritto canonico, quello del ’17, che comportava in pratica l’esautorazione del vescovo ancora in sede (sede plena); il nuovo Codice del 1983 (c. 371) prevede l’amministratore apostolico solo per luoghi dove non c’è ancora un vescovo.
[24] Cfr. A. Sidoti, Mons. Angelo Ficarra tra cronaca e storia, cit., pp. 81–82. Si vedano al riguardo le argute osservazioni di Sciascia nella Nota finale di Dalle parti degli infedeli, cit., p. 898.  
[25] E Leonardo Sciascia argutamente annota che mons. Ficarra, nonostante le decisioni della Congregazione che nel 1952 lo aveva dichiarato infermo, godeva di buona salute e che neppure un giorno di malattia aveva preceduto la sua morte, essendo venuto meno improvvisamente mentre stava per uscire di casa (Dalle parti degli infedeli, cit., pp. 894 e 898).  
[26] Un quadro riassuntivo dell’intera vicenda, oltre che diffusamente nel libello di Sciascia, in A. Sidoti, Mons. Angelo Ficarra tra cronaca e storia, in A. Sidoti (ed.), Mons. Angelo Ficarra Vescovo di Patti (1936-1957), cit., p. 102; cfr. pure la vivace e sofferta memoria della vicenda, vissuta personalmente, del sacerdote canicattinese Vincenzo Restivo: V. Restivo, Mons. Ficarra a Canicattì, in Ib., pp. 169–173.

## Memoria
Col passare del tempo la figura austera di mons. Ficarra divenne sempre più viva[1] e di lui tratta il breve saggio Dalle parti degli infedeli, [2] pubblicato nel 1979 da Leonardo Sciascia, che ripropone il carteggio tra il vescovo e il cardinale Piazza accompagnato dai commenti dell'autore; il testo, abbastanza polemico, ebbe certamente il merito di attirare l’attenzione su questo grande vescovo di Patti, umiliato dalle decisioni di Roma, costretto prima ad una convivenza incresciosa con il nuovo vescovo, sostituito poi di fatto e dimesso infine d’ufficio, con la formula della promozione che sottintende la rimozione (promoveatur ut amoveatur)[3]. Al merito, tuttavia, che ha suscitato una serie di iniziative, ricerche e pubblicazioni[4] sulla figura e soprattutto sulle vicende conclusive della sua vita, s’accompagna il rischio di limitarne la conoscenza al caso clamoroso e doloroso[5]. Iniziative, ricerche e pubblicazioni successive hanno contribuito almeno in parte a tratteggiare in termini più completi e appropriati la nobile e complessa figura del vescovo; altri approfondimenti saranno ora possibili grazie alla disponibilità delle fonti di quel periodo degli Archivi Vaticani, aperti dal 2020 alla consultazione degli studiosi.
Nel 1985 la diocesi di Patti diede il suo nome all’Istituto di Scienze Religiose; nel 1986 la sua memoria fu ricordata dai vescovi della Sicilia convenuti a Canicattì; nel 2009, 50º anniversario dalla morte, e in anni successivi, la figura e l’opera del vescovo sono state approfondite con convegni, incontri e con la pubblicazione delle sue 13 lettere pastorali a cura della diocesi di Patti[6].
[1] «Nomen eius tamen crevit in dies» è annotato nella cronotassi vescovile (Archivio Capitolare di Patti, Cronotassi dei Vescovi, Libro Maestro, f. IX). Cfr. G. De Maria, Memoria di Mons. Angelo Ficarra nel 50° della morte, Patti 2010.
[2] Cfr. Sciascia L., Dalle parti degli infedeli, cit., pp. 847–898, con una Nota finale in cui si traccia una brevissima biografia del Vescovo e si ironizza, alludendo con raffinata arguzia alla malizia della Congregazione nella scelta del titolo Leontopoli , Città dei leoni, che poco s’addice al mite vescovo (Ib., pp. 895–898).
[3] Cfr. A. Sidoti, Mons. Angelo Ficarra tra cronaca e storia, in A. Sidoti (ed.), Mons. Angelo Ficarra Vescovo di Patti (1936-1957), cit., pp. 102–103; si veda anche P. Sirna, Vescovo coadiutore e Amministratore apostolico, in B. Scalisi (ed.), Mons. Giuseppe Pullano vescovo di Patti (1957-1977), Patti 2005, pp. 108–111.
[4] Si veda al riguardo la bibliografia; gli autori si rifanno sempre a Sciascia o per condividerne le tesi (G. Augello, La giustizia negata), per combatterle (A. Corsello, Mons. Ficarra Vaticano. Quale verità) o per integrarle (A. Sidoti (ed.), Mons. A. Ficarra vescovo di Patti 1936-1957 e F. Pisciotta, Le lettere pastorali di mons. Angelo Ficarra Vescovo di Patti (1936-1957); polemica contro il Vaticano e contro la diocesi di Patti, accusata addirittura di volerne rimuovere la memoria, la posizione di E. Pace, Angelo Ficarra. Un vescovo senza chiesa, Brescia 2013; le tesi di Pace sono state decisamente contestate e confutate da F. Pisciotta, Alcune postille al volume di Enzo Pace su mons. Angelo Ficarra, in “Itinerarium” 22 (2014), pp. 169–180.
[5] Di «presentazione piuttosto parziale che risulta molto legata al particolare punto di vista dell’autore» della figura del vescovo da parte di Sciascia dice anche R. Cipriani nella Introduzione al testo Le devozioni materiali. Psicologia e vita religiosa in Italia (a cura e con introduzione di R. Cipriani), cit., p. 9.
[6] Cfr. per es. il convegno tenuto all’Istituto S. Tommaso di Messina il 27 giugno 2014 Mons. Angelo Ficarra maestro, profeta e testimone, con contributi di B. Rinaudo, E. Di Santo, F. Pisciotta, S. Brancatelli, pubblicati nella rivista “Itinerarium” e riferiti in dettaglio nella Bibliografia; per le lettere pastorali cfr. F. Pisciotta, Le lettere pastorali di mons. Angelo Ficarra Vescovo di Patti (1936-1957).

## Opere
- Il sentimento religioso e la sua funzione educativa, Tip. Del Lavoratore, Ribera, 1911.
- La posizione di san Girolamo nella storia della cultura. Formazione e aspetti della cultura di s. Girolamo, I, R. Sandron, Palermo, 1916.
- Sant'Agostino, La preghiera cristiana. Lettera a Proba Faltonia, Introduzione, traduzione e note di Angelo Ficarra, Montes, Girgenti, 1919.
- Florilegium Hieronymianum. Anno MD a maximi doctoris obitu recensuit, adnotationibus auxit Angelus Ficarra, Società Editrice Internazionale, Torino 1920.
- La posizione di San Girolamo nella storia della cultura. Lingua e stile di s. Girolamo e sua influenza culturale, II, Montes, Girgenti 1930.
- Girolamo, s., in Enciclopedia Italiana, ed. 1949, XVII, pp. 284–286
- Il concetto di Dio nell'estremo Oriente e nel mondo classico. Conferenze tenute nel 1935 ai laureati di Agrigento, Scuola Salesiana Del Libro, Palermo 1937.

Le devozioni materiali. Psicologia popolare e vita religiosa in Italia, opera postuma a cura di Roberto Cipriani, Edizioni La Zisa, Palermo 1990.

## Genealogia episcopale
La genealogia episcopale è:
- Cardinale Scipione Rebiba
- Cardinale Giulio Antonio Santori
- Cardinale Girolamo Bernerio, O.P.
- Arcivescovo Galeazzo Sanvitale
- Cardinale Ludovico Ludovisi
- Cardinale Luigi Caetani
- Cardinale Ulderico Carpegna
- Cardinale Paluzzo Paluzzi Altieri degli Albertoni
- Papa Benedetto XIII
- Papa Benedetto XIV
- Papa Clemente XIII
- Cardinale Marcantonio Colonna
- Cardinale Giacinto Sigismondo Gerdil, B.
- Cardinale Giulio Maria della Somaglia
- Cardinale Carlo Odescalchi, S.I.
- Cardinale Costantino Patrizi Naro
- Cardinale Lucido Maria Parocchi
- Papa Pio X
- Cardinale Gaetano De Lai
- Arcivescovo Giovanni Battista Peruzzo, C.P.
- Arcivescovo Angelo Ficarra